# Фауна Придінців'я
Фа́уна Придінці́в’я — унікальний фауністичний комплекс, поширений у басейні річки Сіверський Донець на всьому її проміжку від Білгородщини через Харківщину, Донеччину й Луганщину до Ростовщини, з півдня фауністичний комплекс Придінців'я межує з фауною Донецького кряжу.

## Стисла характеристика умов
Загальна протяжність Сіверського Дінця становить 1053 км, площа басейну 98 900 км².
У басейні Сіверського Дінця понад 3000 річок, з яких 425 мають довжину більш 10 км, і 11 річок більш 100 км. Понад тисяча з них безпосередньо впадає в Сіверський Донець.
- докладніше див.: Сіверський Донець.

## Складові фауністичного комплексу

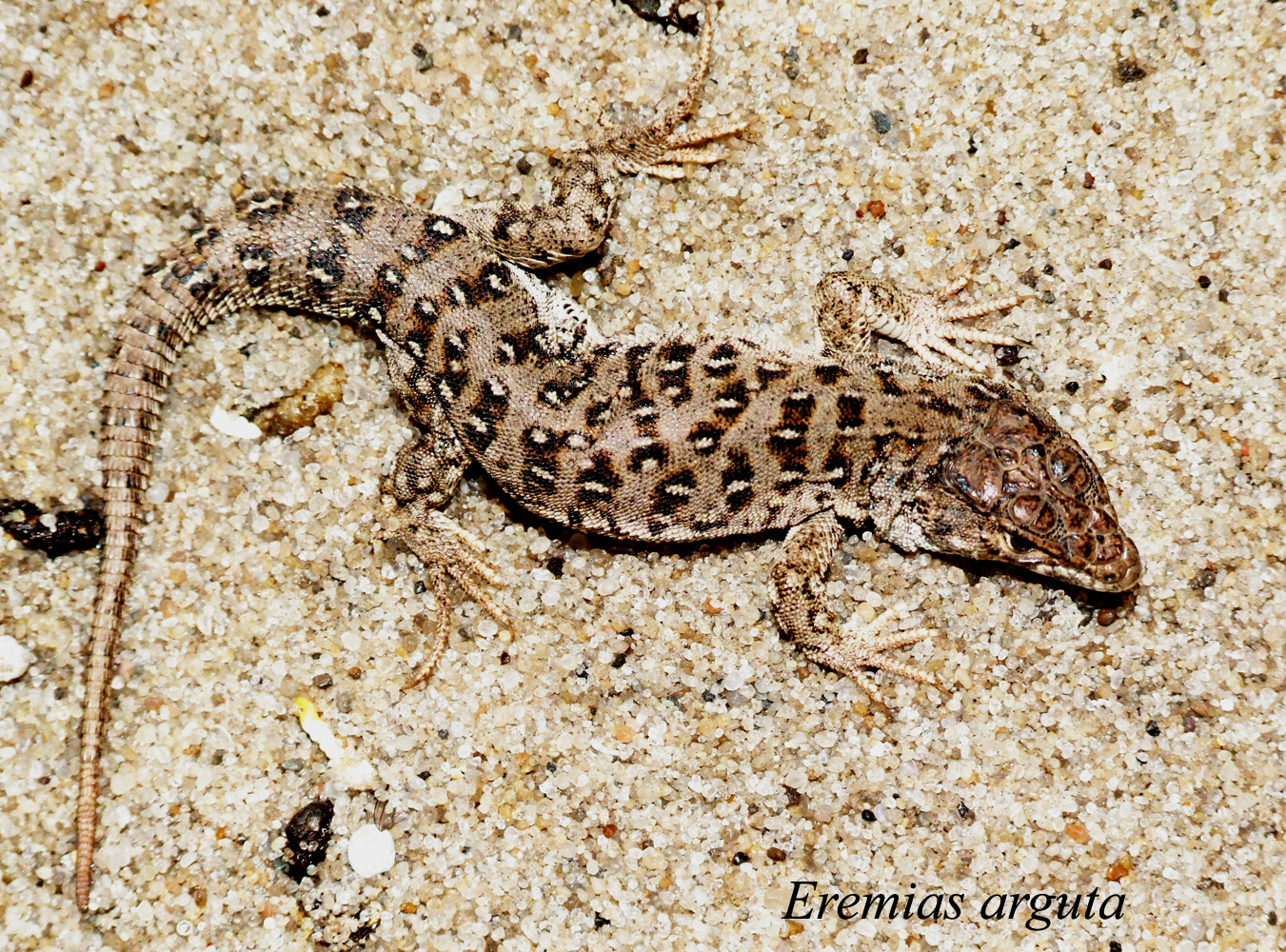
Ящірка піщана (Eremias arguta) з піщаних арен Придінців'я

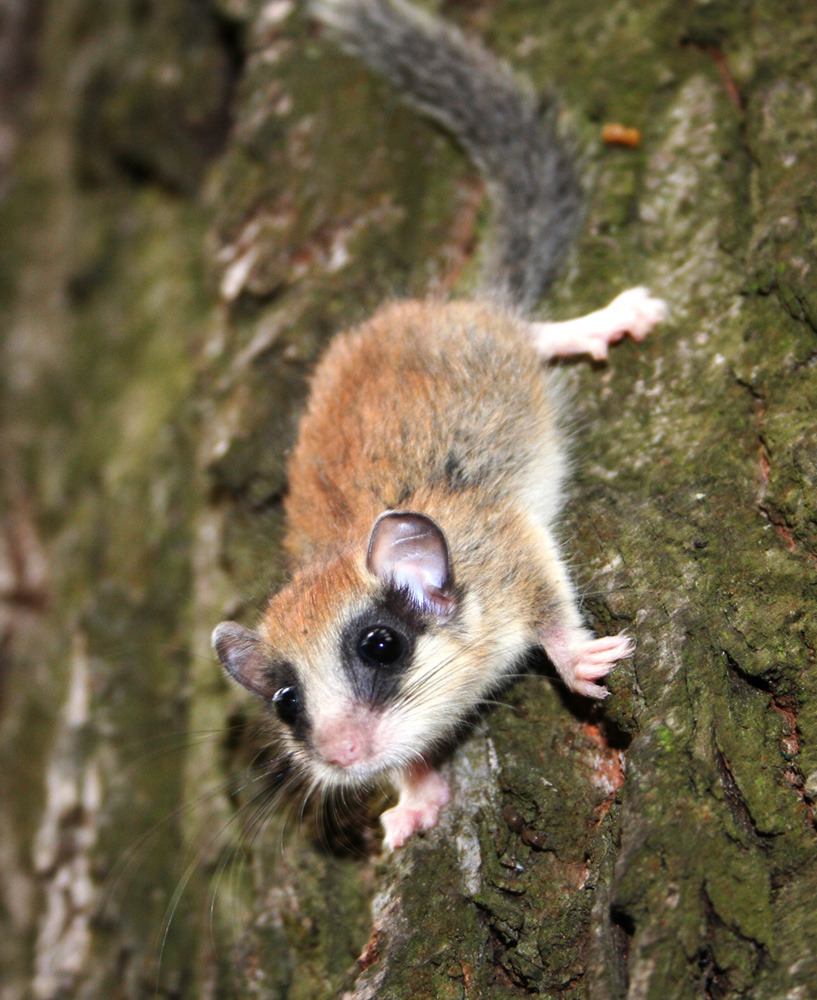
Соня лісова (Dryomys nitedula) в окол. м. Луганськ

Сучасне поширення борсука європейського (Meles meles) на сході України. Сірим кольором показано південну межу ареалу в регіоні на середину ХХ ст. (за: Мигулін, 1938; Панченко, 1973; білі значки), лінією — на початок 80-х років ХХ ст. (за: Рева та ін., 1989, з уточн.).

Особливістю цього комплексу є наявність кількох унікальних варіантів фауністичних угруповань:
1. фауна великої серії заплавних озер стариць (насамперед озерна група «Мертвий Донець»), де зустрічається повний набір біляводних тварин краю, у тому числі видра річкова, бобер європейський і хохуля руська (останні бл. 20 років немає однозначних знахідок), значна кількість птахів водно-болотного комплексу.
2. фауна заплавних лісів і заплавних лук, яка являє собою унікальний для регіону комплекс видів, що характерні для більш північних країв, проте проникають далеко вглиб степової зони саме завдяки долині Дінця, у тому числі кріт європейський, куна лісова, вивірка звичайна (форма «телеутка»), миша пасиста, гадюка лісова (меланістична форма), райка «звичайна» та ін.
3. фауна піщаних арен, поширених уздовж лівого берега Дінця, від Ізюмської Луки до нижньої його течії в межах Ростовщини; фауна значно постраждала через потужні програми заліснення пісків, через які знищено більшу частину псамофітних степів; типовими представниками є сліпушок степовий, ящірка піщана, гадюка степова тощо;
4. фауна байраків, вкл. байрачні ліси і лучні ділянки в розлогих вершинах байраків, характеризується наявністю низки не характерних для степу видів та видів, які використовують байраки як місця тимчасового перебування, зимівлі, гніздування того; серед видів тварин цього комплексу — соня лісова, норик  підземний, мишак жовтогрудий, мідянка та ін.

## Адвентивна фауна на Дінці
Цей фауністичний комплекс рясно домішаний низкою адвентивних видів, що з'явилися тут виключно завдяки людині (міста, лани, штучні соснові ліси і лісосмуги), як внаслідок розселення самостійного розселення уздовж створених людиною штучних коридорів і осередків (дороги, лісосмуги, населені пункти), так і внаслідок штучного розселення самою людиною. Важливим компонентом є також свійські і здичавілі колишні свійські тварини, частка участь яких у природних комплексах нерідко перевищує частку і роль колись типових аборигенних видів. Зокрема, цю групу адвентивних видів з числа тих, що беруть активну участь у функціонуванні природних і напівприродних комплексів, складають (тільки приклади):
- плазуни: вуж водяний, червоновуха черепаха;
- птахи — лелека білий, ластівка сільська тощо;

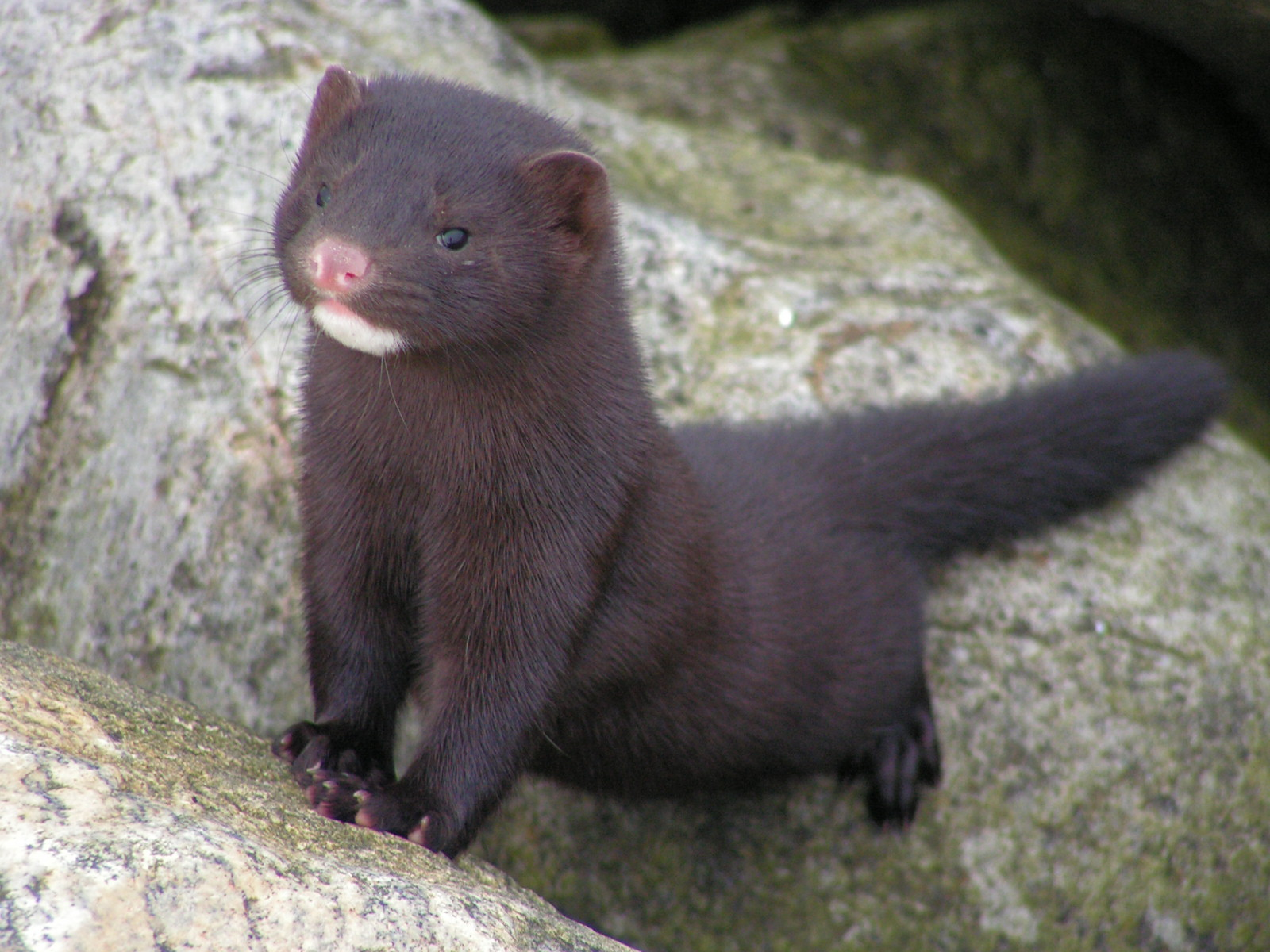
візон річковий (Neovison vison)

- ссавці: ондатра, вивірка-телеутка, пацюк сірий, візон річковий (тхір американський), олень плямистий, нетопир білосмугий та ін.;
- членистоногі: скутигера звичайна, камерарія, колорадський жук та ін.

Величезну роль в угрупованнях заплавного комплексу відіграють бродячі (здичавілі) і свійські ссавці, а часом і птахи. Зокрема, коти і пси в теплий сезон року зустрічаються по всій заплаві, часто далеко від людей, і їхня участь як хижаків, як консументів, часто виявляється на порядок більш значущою за роль диких хижаків. те саме тепер можна говорити про значну кількість адвентивних видів птахів (зокрема, про тих, що проникли в регіон по неприродних екокоридорах), а також про свійських тварин: корів, овець, кіз, гусей тощо.

## Ендеміки та види з обмеженим поширенням

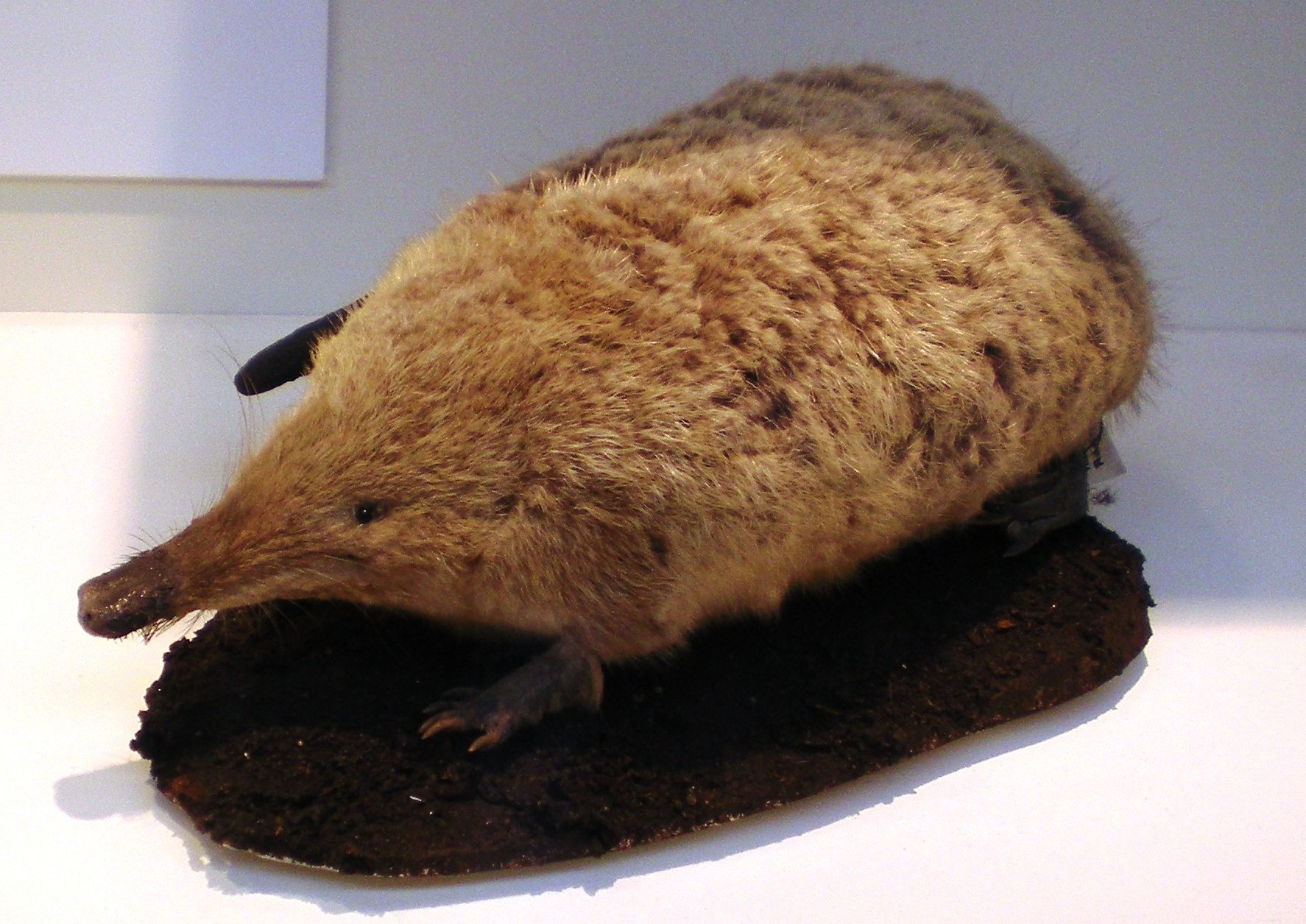
Хохуля руська (колекційний зразок-опудало)

Для басейну Дінця встановлена наявність низки унікальних видів тварин. Тут до останнього часу мешкала (імовірно остаточно винищена людиною) популяція хохулі. В Дінці виявлено низку унікальних для фауни України видів рибоподібних, у тому числі щипавку сибірську, шемаю азовську та ін. З басейну Дінця нещодавно описано новий вид кажана — пергач донецький.
див. також: раритетна фауна Луганщини

## Дослідники фауни Придінців'я
Фауну Придінців'я досліджували з давніх часів, у тому числі такі відомі науковці, як Олександр Чернай, Олексій Мигулін та ін. відомі зоологи.
Активні дослідження фауни Придінців'я проводяться на територіях, що мають статус заповідних об'єктів вищої категорії: НПП Гомільшанські ліси, НПП Святі Гори, ПЗ Крейдяна Флора, заповідні відділення Луганського природного заповідника «Трьохізбенський степ» та «Придінцівська заплава» (=Станичанське відділення), заказник «Деркульський».
Важливою складовою досліджень фауни Дінця є регулярні обліки фауни під час проведення навчальних практик зоологами Харківського національного університету (біостанція «Гайдари» біля НПП «Гомільшанські ліси»), Донецького національного університету (біостанція «Дронівка» біля НПП «Святі Гори»), Луганського національного університету (біостанція "Ільєнко" біля заказників «Деркульський» і «Шарів Кут» поблизу Дінця).
Дослідженнями птахів басейну Сіверського Дінця займається низка відомих орнітологів, які проводять щороку регіональну науково-практичну конференцію «Птахи басейну Сіверського Дінця та їх охорона». 2012 року відбулася вже 18-та така конференція, і видано 11 випусків матеріалів цієї конференції.
Дослідження рибоподібних Дінця багато років проводив Валерій Денщик, який присвятив цій темі свою дисертацію «Фауна риб басейну середньої течії Сіверського Дінця» (1994). Останніми роками іхтіофауну Дінця активно досліджують зоологи Харківського національного університету, зокрема Г. Шандіков.

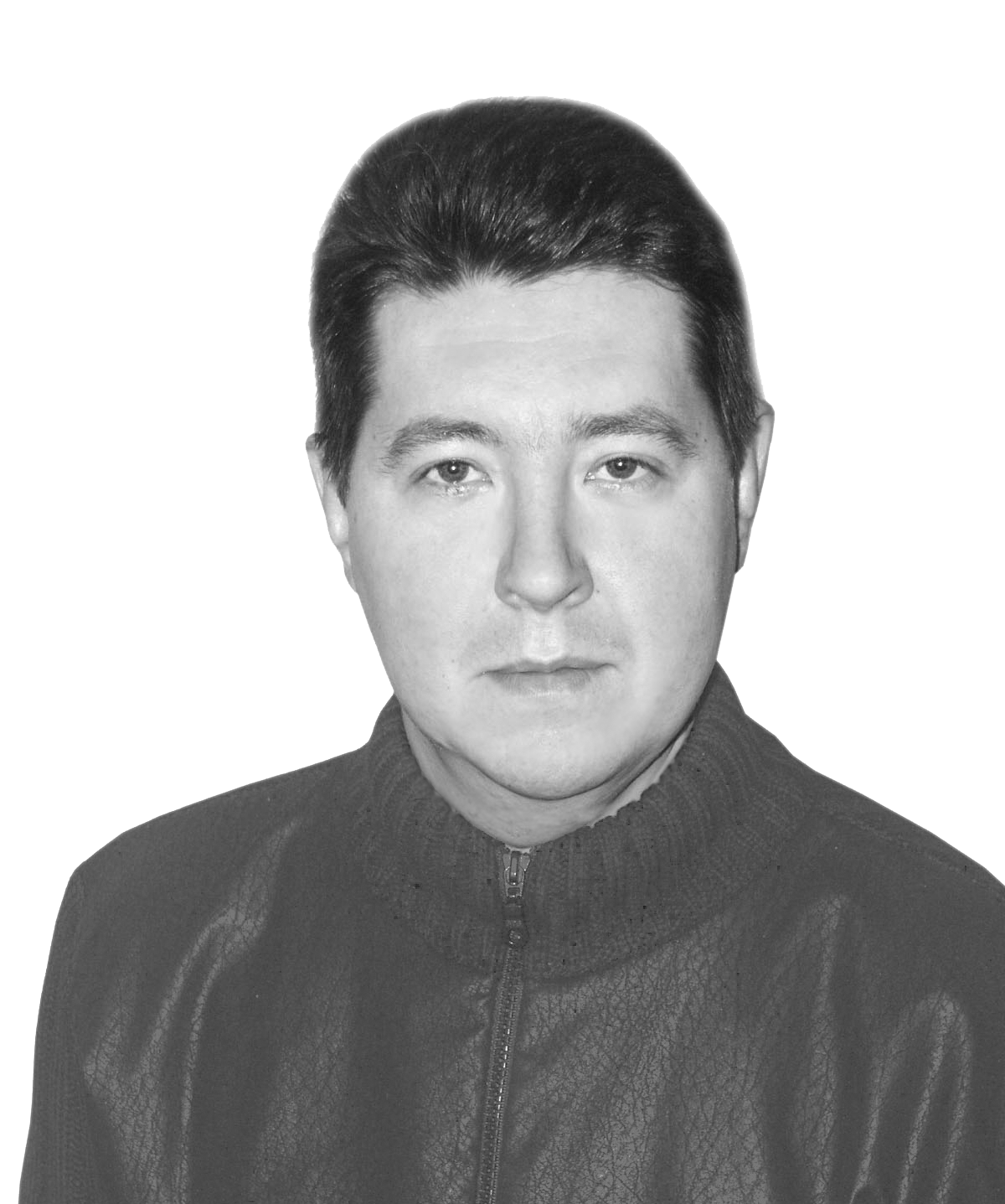
Олександр Кондратенко

Протягом 2000–2002 років на Дінці працювала експедиція фахівців з Інституту зоології НАНУ та Луганського ПЗ (під керівництвом І. Загороднюка та за участі О. Кондратенка), метою якої був пошук можливих місць існування хохулі і дослідження фауни кажанів заплави Дінця. За цими результатами випущено книжку-реквієм «Хохуля в басейні Сіверського Дінця» та кілька статей про населення кажанів Дінця.
Активні дослідження теріофауни і герпетофауни басейну Сіверського Дінця проводить Лабораторія екології тварин та біогеографії (Лабораторія "Корсак") при Луганському національному університеті. Протягом 2007–2010 років Лабораторія виконувала науково-дослідний проект «Раритетна фауна сходу України», в якому центральне місце посідали рідкісні види ссавців басейну Дінця та окремі групи птахів і комах. За матеріалами цього та інших проектів видано низку спеціальних публікацій, у тому числі стосовно раритетної теріофауни краю, стосовно поширення сліпушка степового, про видовий склад та історичні зміни ареалів нориць, про розширення ареалу крота та суміжних видів заплавного комплексу тощо (дослідження І. Загороднюка, М. Коробченко, М. Колеснікова, С. Литвиненка, П. Форощука та ін.).
- див. також: Дослідження та охорона птахів басейну Сіверського Дінця
- див. також: Дослідники природи сходу України